# Rozvodna Tábor
Rozvodna Tábor (zkratkou TAB) se nachází na východním okraji města Tábor, v okrese Tábor v Jihočeském kraji. Je jedinou rozvodnou na 220 kV v kraji. Provozuje se v napěťových hladinách 220 a 110 kV.

## Význam
Zásobuje severní a východní část kraje. Část 220 kV provozuje ČEPS, a.s, část 110 kV provozuje EG.D.

## Historie
Rozvodna byla založena v roce 1973. Do rozvodny byla připojena smyčka z linky Milín - Sokolnice.

## Popis

### Napěťové hodnoty
Rozvodna je provozována v napěťových hodnotách 220 kV a 110 kV. Hladinou 220 kV jsou spojeny rozvodny Milín a Sokolnice. 

### Transformátory
Transformace 220/110 kV je zajištěna soustavou jednofázových transformátorů.

### Vedení
Do rozvodny jsou zaústěna následující vedení:

#### Vedení 220 kV – VVN – velmi vysoké napětí
- Dvojité vedení V204/V207 Milín – Tábor/Tábor - Sokolnice